# Якобс, Рене
Рене́ Я́кобс (нидерл. René Jacobs, 30 октября 1946, Гент) — бельгийский певец (контратенор) и дирижёр. Крупный представитель движения аутентичного исполнительства.

## Очерк биографии и творчества
Свою музыкальную карьеру Рене Якобс начинал мальчиком-певчим кафедрального Собора Святого Бавона в Генте. Позже он изучал классическую филологию в Гентском университете, одновременно продолжая петь в Брюсселе и Гааге. Систематического музыкального образования Якобс не получил, он брал уроки пения у Л. Дево (Брюссель), Л. Фратёр (Гаага), А. Деллера. Братья Куйкен и Густав Леонхардт и Альфред Деллер поощряли Рене и дальше продолжать петь. Якобс быстро стал известен как один из лучших контратеноров своего времени. Якобс как певец принял участие в записи произведений малоизвестных композиторов эпохи барокко — Антонио Чести, д'Индия, Феррари, Маренцио, Ламбер, Гедрон, Уильям Лоз и другие. Он также исполнял вокальные партии в записях основных произведений Иоганна-Себастьяна Баха — как, например, в «Страстях по Матфею» (дирижёры Густав Леонхардт и Филипп Херревеге)
В 1977 году в Амстердаме Якобс основал камерный хор «Concerto vocale», в 1983 году он присоединил к нему камерный оркестр. С этим коллективом, исполнявшим преимущественно музыку барокко, выступал в качестве дирижёра до начала 2000-х годов.
В 1990-е гг. преподавал барочный вокал в Базельской Schola Cantorum. В 1997—2009 годах Рене Якобс был художественным руководителем фестиваля старинной музыки в Инсбруке Festwochen der Alten Musik.
В качестве дирижёра Рене Якобс записал множество опер, духовных и светских произведений XVI, XVII и XVIII веков. Особенно известна его запись оперы Моцарта «Женитьба Фигаро», получившая такие награды, как Gramophone 's Record 2004, Le Monde de la musique 's Choc of the Year for 2004, Грэмми за «Лучшую оперную запись» 2005 года и две награды MIDEM Classical Awards в 2004 году. Среди других отмеченных наградами записей Якобса — «Ринальдо» Генделя (Cannes Classical Award, 2004) и «Времена года» Йозефа Гайдна (Diapason d’Or 2005). Запись оперы Моцарта «Волшебная флейта», осуществлённая Рене Якобсом, получила награду «Запись года» на первой церемонии International Classical Music Awards в апреле 2011 года.
Сотрудничал с С. Кёйкеном и его братьями, с Г. Леонхардтом. В центре репертуара Якобса (как солиста и дирижёра) — вокальная (камерная, кантатно-ораториальная, оперная) музыка эпохи барокко, сочинения И.С. Баха, Д. Букстехуде, Г.Ф. Генделя, Ф. Кавалли, А. Кальдары, К. Монтеверди, Дж. Б. Перголези, Г. Пёрселла, А. Скарлатти, Г.Ф. Телемана, М.-А. Шарпантье, Г. Шютца. Также широко исполнял музыку венских классиков — Й. Гайдна, В.А. Моцарта, К.В. Глюка, редко — эпохи Возрождения (мадригалы Л.Маренцио). Якобс регулярно дирижировал такими коллективами, как Concerto Köln, Orchestra of the Age of Enlightenment, Akademie für Alte Musik Berlin, Freiburger Barockorchester, Nederlands Kamerkoor и RIAS Kammerchor, как в концертных турах, так и при осуществлении записей. 
По мнению автора журнала International Record Review, Рене Якобс — один из тех дирижёров, который способен «научить своих певцов вдохнуть жизнь в речитатив», что он успешно продемонстрировал на примере таких исполнителей, как Джудит Нельсон и Изабель Пуленар». 

## Признание
Почетная премия Академии Шарля Кро за запись «Крёза» Райнхарда Кайзера (2001, среди исполнителей — Доротея Рёшман), Каннская премия за исполнение оперы Генделя «Ринальдо» (2004), премия Грэмми (2005) и другие награды.